# Nepheloleuca atomaria
Nepheloleuca atomaria är en fjärilsart som beskrevs av Dyar 1914. Nepheloleuca atomaria ingår i släktet Nepheloleuca och familjen mätare. Inga underarter finns listade i Catalogue of Life.